# Азор Матусіва
Азор Матусіва (нід. Azor Matusiwa, нар. 28 квітня 1998, Гілверсюм, Нідерланди) — нідерландський футболіст ангольського походження, опорний півзахисник французького клубу «Ренн».

## Ігрова кар'єра

### Клубна
У 2016 році Азор Матусіва приєднався до молодіжної команди амстердамського «Аякса». Починаючи з сезону 2016/17 футболіст виступав за дублюючий склад «Йонг Аякс» у Еерстедивізі. 6 травня 2018 року Матусіва дебютував у першій команді «Аякса» в Ередивізі. Та гра проти «Ексельсіора» стала єдиною в основі «Аякса». Другу половину сезону 2018/19 футболіст провів в оренді в клубі «Де Графсхап».
Після закінчення оренди Матусіва покинув «Аякс» і приєднався до «Гронінгена», де грав два сезони. 
Влітку 2021 року футболіст переїхав до Франції, де підписав п'ятирічний контракт з клубом Ліги 1 «Реймсом». 12 вересня півзахисник дебютував у французькому чемпіонаті. У січні 2024 року Матусіва перейшов до «Ренна», підписавши з клубом контракт на чотири з половиною роки. І вже 26 січня зіграв першу офіційну гру в новій команді.

### Збірна
В період з 2020 по 2021 роки Азор Матусіва виступав за молодіжну збірну Нідерландів.

## Титули
Йонг Аякс
- Переможець Еерстедивізі: 2017/18[5]